# Sivas 4 Eylülstadion
Het Sivas 4 Eylül Stadion (Turks: Sivas 4 Eylül Stadı) was de thuisbasis van de Turkse voetbalclub Sivasspor uit Sivas. Het stadion werd gebouwd in 1984 en werd gerenoveerd in 2005 en 2009. Het had een capaciteit van 16.850 plaatsen met deels overdekte tribunes.
Het Sivas 4 Eylül Stadion werd vernoemd naar de datum 4 september. Op deze dag in 1919 werd het Sivas Congres gehouden, waarbij het besluit (onder andere door Mustafa Kemal Atatürk) werd genomen om Turkije te bevrijden van buitenlandse bezetters. De naam herinnerde naar de aanloop van de Turkse Onafhankelijkheidsoorlog.
De sloop van het stadion vond plaats vanaf september 2017.